# Palet (groupe)
Pour les articles homonymes, voir Palet.
Palet (パレット) est un groupe de musique féminin d’idoles japonaises formé en juin 2012 par l'agence Platinum Passport. Il est actuellement composé de 7 membres dont la capitaine est Miyuki Hiraguchi.
Palet est un groupe-sœur de PASSPO☆ et de Predia de la même agence.

## Histoire
À l’origine, les filles étaient candidates lors des auditions organisées en janvier 2012 par Platinum Passport pour intégrer le groupe Passpo☆.
Elles ont fait leurs débuts avec l’album Hello, Palet sorti en octobre 2012. Elles animent régulièrement leur propre émission de divertissement intitulée "Palet no Namida Tsuyudaku" (Paletの涙つゆだく) et diffusée sur YouTube et Nico Nico Douga depuis janvier 2013.
En mars 2013, Hikaru Otsuka a annoncé sa remise de diplôme et quitte le groupe pour se consacrer à ses études.
Palet a fait ses débuts en major en novembre 2013 avec le single Believe in Yourself sorti sous le label Nippon Columbia.
En février 2014, les filles ont joué à cache-cache à Akihabara avec leurs fans pour la promotion de leur 2e single Keep on Lovin’ You.
Yumi Nakano a rejoint le groupe d’idoles en tant que nouveau membre en juin 2014.
La tournée Palet 1st Live Tour se déroule en août 2014 à Osaka, Nagoya et Tokyo.
De plus, les Palet organisent des événements du 12 au 19 octobre 2014. Des mini-live ainsi que des talk shows sont planifiés.
Mitsuki Kimoto a participé à la compétition Sakidol Ace Survival Season 4 (サキドルエースSurvival Season4) fin 2014.
Le compte officiel du groupe sur Line est ouvert en février 2015. Le premier album complet et original des Palet Love n’Roll est sorti en mars suivant.
En mai 2015, Mitsuki Kimijima et Mizuki Kimoto annoncent leur remise de diplôme lors du Palet 3rd Anniversary Live en juin 2015. Mitsuki Kimijima souhaite devenir actrice. Mizuki Kimoto quant à elle souhaite quitter le groupe en raison de problèmes de santé survenus fin 2014, mais annonce cependant poursuivre ses activités dans l’industrie du divertissement.
En conséquence, Mayu Watanabe de groupe d'idoles 3 min, est recrutée comme nouvelle membre en juillet 2015. Elle poursuivre néanmoins ses activités en parallèle avec les 2 groupes d’idoles.
Le même jour, Miyuki Hiraguchi succède à Yui Fujimoto au rang de capitaine du groupe.  En tant que gravure idol, Miyuki a sorti son 2nd DVD solo Me You Kiss en novembre 2015.
C'est au tour de Saki Takeda et Yumi Nakano de recevoir leur remise de diplôme et quitter le groupe en décembre 2015. Quelques jours plus tard, Haruka Koiso et Rito Ichinose ont rejoint le groupe d’idoles. Elles ont été présentées au cours du concert Palet Live 2015 Year End Special fin décembre 2015.
En avril 2016, Yui Fujimoto a joué dans la pièce de théâtre Les 10 Braves de Sanada (真田十勇士, Sanada Jūyūshi).
A la même période, Miyuki Hiraguchi a interprété un rôle dans la pièce Genki ga Deru Byouin! (元気が出る病院！) aux côtés de Komori Yui (GALETTe).
Yui Fujimoto a fait ses débuts comme gravure idol avec le DVD solo White Dream ~Pakuchi Ryokouki~ (White Dream ～パクチー旅行記～) sorti en mai 2016.

## Membres
Chacune des membres est associée à une couleur.
| Nom              | En kanji        | Couleur attribuée | Remarques                                           |                 |                 |
| Membres actuels  | Membres actuels | Membres actuels   | Membres actuels                                     | Membres actuels | Membres actuels |
| ---------------- | --------------- | ----------------- | --------------------------------------------------- | --------------- | --------------- |
| Yui Fujimoto     | 藤本結衣        | Blanc             | Capitaine                                           |                 |                 |
| Mizuki Kimoto    | 木元みずき      | Orange            |                                                     |                 |                 |
| Mayu Watanabe    | 渡邊真由        | Rouge             | Joint le 25 juillet 2015                            |                 |                 |
| Haruka Koiso     | 小磯陽香        | Bleu clair        | Joint le 28 décembre 2015                           |                 |                 |
| Rito Ichinose    | 一ノ瀬りと      | Vert              | Joint le 28 décembre 2015                           |                 |                 |
| Ex-membre        |                 |                   |                                                     |                 |                 |
| Hikaru Otsuka    | 大塚光          | Jaune             | Diplômée le 24 mars 2013                            |                 |                 |
| Mitsuki Kimijima | 君島光輝        | Rouge             | Diplômée le 21 juin 2015                            |                 |                 |
| Miyuki Hiraguchi | 平口みゆき      | Rose              | Diplômée le 21 juin 2015                            |                 |                 |
| Saki Takeda      | 武田紗季        | Bleu clair        | Diplômée le 28 décembre 2015                        |                 |                 |
| Yumi Nakano      | 中野佑美        | Vert              | Joint le 8 juin 2014 ; diplômée le 28 décembre 2015 |                 |                 |
| Riona Igusa      | 井草里桜菜      | Violet            | Diplômée le 14 décembre 2016                        |                 |                 |

## Discographie

### Albums
Album studio
Mini-albums
Compilation